# Лалбійський корабель
Лалбійський корабель (дан. Ladbyskibet) — єдиний дотепер відомий могильник з поховальним кораблем доби вікінгів на території Данії, оскільки поселення данських вікінгів Хедебю, де також було знайдено поховальний корабель, сьогодні розташоване на території Німеччини. На підставі аналізу багатих похоронних дарів, поховання вважають могилою вождя вікінгів, що датується приблизно 925 роком. Корабель було знайдено в 1935 році в кургані біля села Лалбі в східній частині острова Фюн в Данії. Залишки човна зберігаються на місці знаходження, яке сьогодні є частиною Музея вікінгів Лалбі. Експозиція корабля побудована таким чином, що вона розташована в оригінальному кургані, але під бетонним склепінням, зведеним у 1937 році. Оригінальне обладнання човна та залишки похоронних дарів експонуються в Національному музеї в Копенгагені.

## Історія розкопок

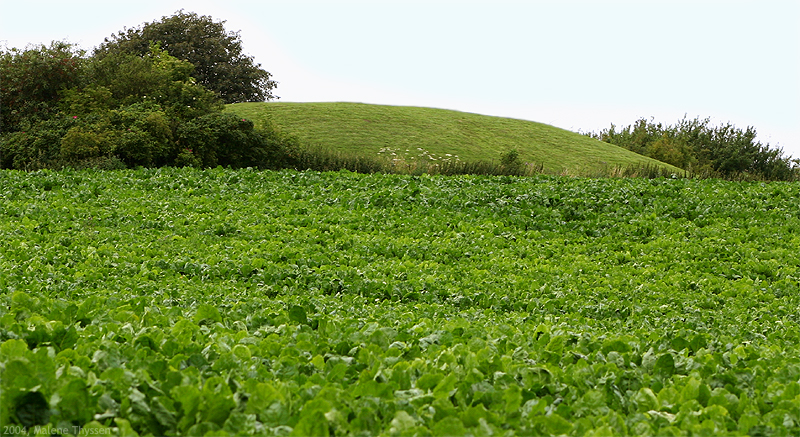
Курган, під яким було знайдено Лалбійський корабель

Лалбійський корабель був випадково виявлений місцевим фермером під час оранки поля в 1934 році біля села Лалбі (дан. Ladby) поблизу Кертемінде-фіорду  на північному сході острова Фюн. Тоді були знайдені великі камені та таємничі залізні прути.
В 1934—1937 роках поховальний корабель був розкопаний, досліджений і задокументований консерватором Густавом Адольфом Розенбергом (1872—1940) і фармацевтом Поулем Гельвегом Міккельсеном. Археологічні роботи тривали більш ніж два роки поспіль. Уся дерев'яна конструкція корабля згнила, але багато залізних заклепок, якими були скріплені дерев'яні складові корабля, все ще були на місці. На основі аналізу їх розміщення та слідів залишків деревини вдалося відтворити первісну форму та конструкцію корабля. Корабель мав довжину близько 22 метрів і ширину 3 метри.
Лалбійський корабель є єдиним знайденим в Данії корабельним похованням доби вікінгів. Під час поховання човен був розміщений майже точно в напрямку північ-південь і покритий курганом. На відміну від корабельного поховання в Хедебю другої половини IX століття, в якому довгий корабель накриває дерев'яну похоронну камеру, Лалбійський корабель лежить на кілі і саме поховання знаходиться в кораблі. В обох випадках у похованнях були знайдені залишки коней.
Лалбійський корабель вікінгів можна побачити в Музеї вікінгів Лалбі (дан. Vikingemuseet Ladby).

## Поховальний човен
Лалбійський поховальний корабель є судном того ж типу, що і судно, яке використовувалося в похоронній церемонії в Хедебю, а також поховальні кораблі з Усеберга, Борре, Гокстада і Туна в південній Норвегії. Усі ці кораблі походять з IX і X століть і відносяться до доби вікінгів.

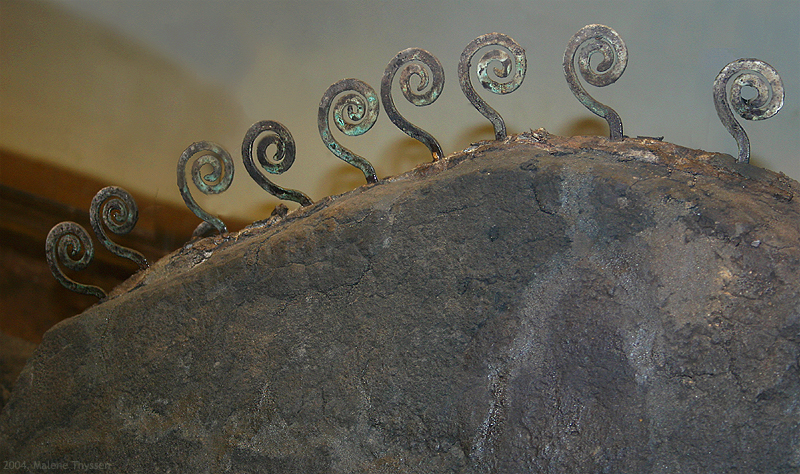
Металеві прикраси з форштевня човна

Від корабля зберігся лише відбиток у землі та залізні цвяхи обшивки. Місця ремонту свідчать, що корабель був у використанні, а не був виготовлений спеціально для церемонії поховання. Корпус судна був приблизно 22 м завдовжки і 3 метри завширшки. При висоті бортів в міделі близько одного метра, судно мало осадку 50 см.

Над пласким кілем з кожного боку було по сім смуг дубових дошок різної ширини, з'єднаних між собою по клінкерній технології (внапусток). Всього на корабелі було 16 весел, якими веслували 32 веслярі. Залишки корабельної щогли не збереглися, але збереглися металевы кільця для кріплення такелажу. Можна припустити, що корабель піднімав витрило лише при незначному вітрі, оскільки інакше існував ризик перекидання через тонкий видовжений корпус. Однак перевага низького надводного борту і видовженої форми корпусу полягала в тому, що корабель був чудово пристосований для веслування.

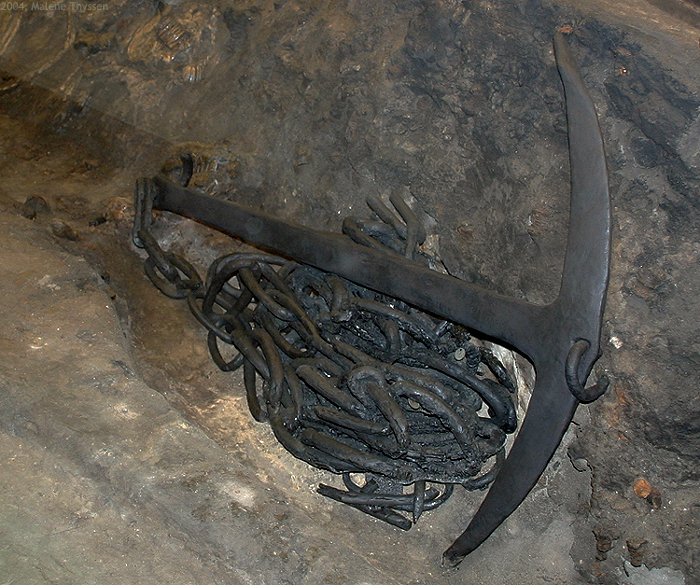
Якір Лалбійського корабля

Корабельні штевні були прикрашені: на форштевні було десять маленьких металевих завитків, які, ймовірно, символізували завитки гриви на потилиці різьбленої з дерева голови дракона. На кормі була вигнута залізна арматура з залізними наконечниками, схожими на списи, які, можливо, символізували хвіст дракона.
Крім того, на носі було знайдено абсолютно неушкоджений, 1,36-метровий залізний якір із якірним ланцюгом довжиною приблизно 10 метрів.
Ймовірно, човен був оснащений вітрилом довжиною близько 60 м². Окрім сили вітру, корабель рухали ще й м'язи  32 веслярів.

## Інші знахідки

### Залишки людей та тварин
Місце поховання вождя вікінгів розміщувалось, ймовірно, між міделем і кормою корабля. Однак людських скелетів не збереглося, оскільки корабельне поховання ще до моменту розкопок було пограбоване грабіжниками. Також під час цього давнього пограбування було сильно пошкоджено корму човна.
Одинадцять відносно невеликих кінських скелетів були знайдені на носі, який краще зберігся — три біля правого борту, два посередині і шість біля лівого борту. Один із них займав особливе положення: знаходився посередині корабля біля поховання вікінга, і можна припустити, що це був кінь для верхової їзди. Нижче скелетів коней були виявлені скелети собак.

### Упряж для верхової їзди та аксесуари

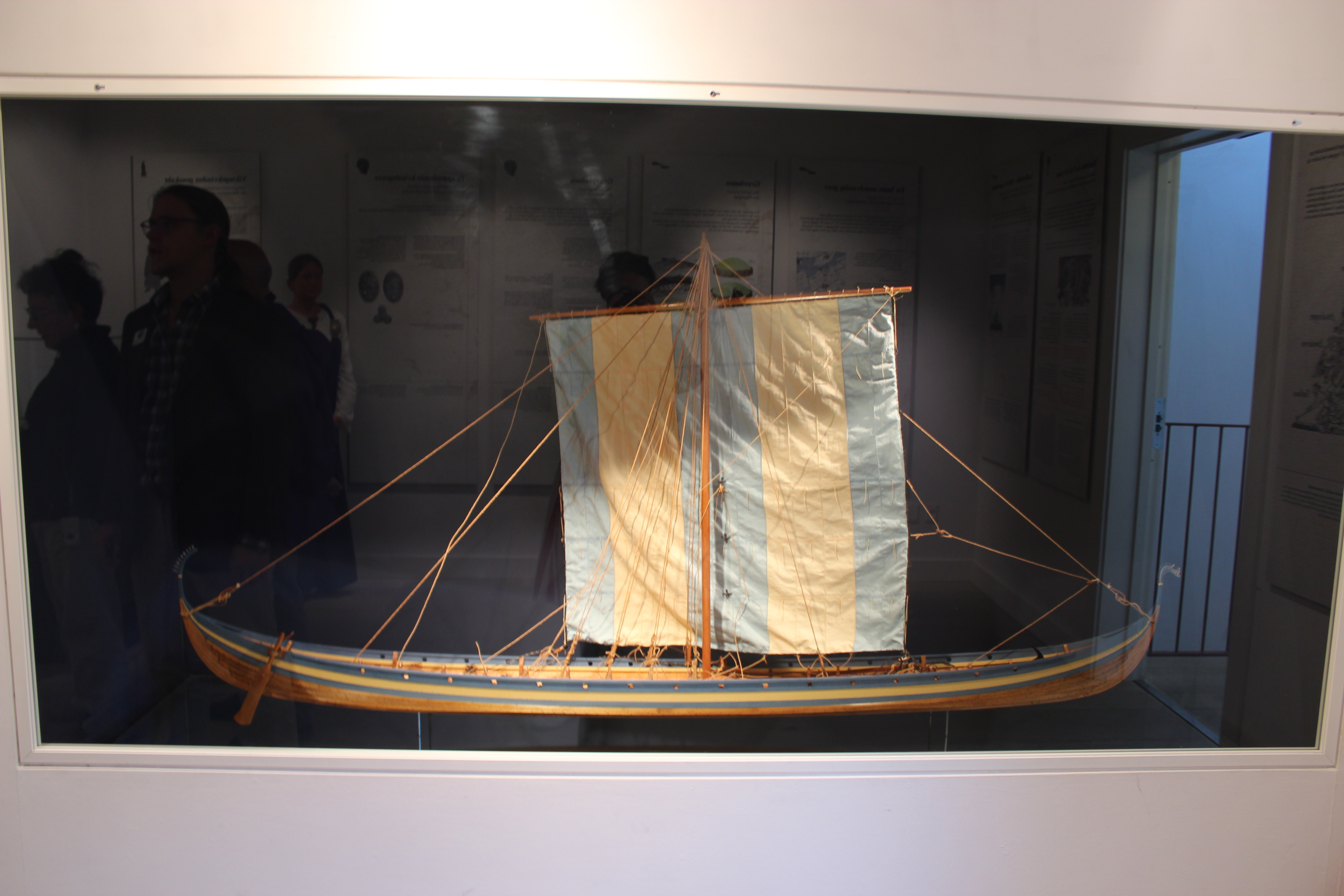
Варіант реконструкції Лалбійського корабля

Знайдено збрую верхового коня: металеві частини були залізні з прикрасами з олова та міді. Повід складався з маленьких залізних ланок ланцюга, з'єднаних із бронзовими кулями. Інші вуздечки мали залізні кільця, з'єднані шматками ремінця з обкованими бронзою залізними кріпленнями та щільно прилягаючими маленькими олов'яними ґудзиками. Також було знайдено три цілих комплекти упряжі, що складалися зі стремен, головної збруї, вуздечки, поводів, фурнітури та пряжок для шкіряних ременів. Також були знайдені собачі упряжі для чотирьох мисливських собак, на шкіряних ременях яких були прикріплені невеликі орнаментовані бронзові кульки, а вертлюжні кільця з позолочених бронзових пластин були прикріплені до собачих нашийників.

### Одяг
Були знайдені залишки тонкого та більш грубого текстилю, плетені золоті нитки, невеликі китиці зі срібних ниток і невеликі пластини золотого листа, оплетені золотими та срібними нитками. Це вказує на дорогоцінний одяг. Також були знайдені пір'я, пух і пучки волосся. Неможливо з упевненістю визначити, чи були вони колись наповнювачем подушки.

### Зброя та приладдя
Жоден меч не зберігся, лише звичайний умбон щита та 45 наконечників стріл. Позаду коней з правого борту була маленька залізна сокира. Також були розкопані частини посріблених залізних стрижнів із суцільними срібними виступами, схожими на ґудзики, скрізь прикрашені орнаментом із листя та тварин.

### Посуд
Із столового посуду знайдено бронзову чашу та тарілки з цільного срібла з врізаними стрічковими петлями та позолоченими краями, а також окуту залізом велику дерев'яну посудину та інший грубіший кухонний посуд.

## Музей вікінгів Лалбі

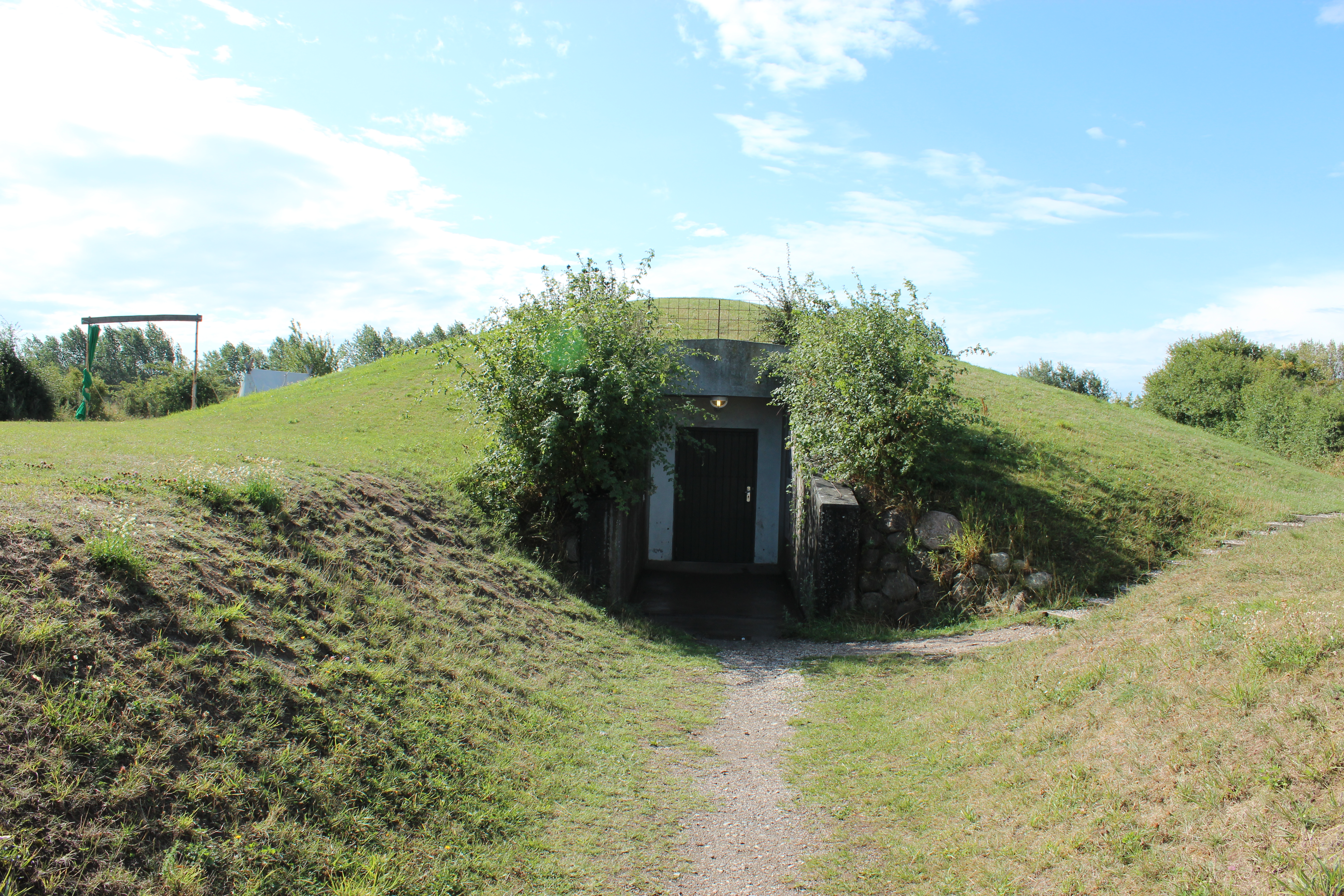
Вхід до музею в поховальному кургані

Музей вікінгів у Лалбі (дан. Vikingemuseet Ladby) демонструє багато оригінальних знахідок і пропонує захоплюючий огляд того, як виглядала доба вікінгів на північному сході острова Фюн.
Крім демонстрації оригіналу човна вбезпосередньо в самому поховальному кургані, у новому павільйоні, збудованому у 2007 році створено повномасштабну реконструкцію поховального корабля. На ній показано сцену, як кораблель міг виглядати під час похорону, коли померлий вождь лежить на ліжку у своєму кораблі, біля своїх собак та одинадцяти коней. Існує також пояснювальний фільм про вірування вікінгів щодо подорожі до царства мертвих, заснований на скандинавських міфах і зображеннях на готландських каменях.